# Świat się zmienia
Świat się zmienia – seria książkowa wydawana od 1960 do 1972 r. przez redakcję literatury reportażowej Państwowego Wydawnictwa „Iskry” (projekt graficzny serii i obwolut: Mieczysław Kowalczyk). Ukazywały się w niej reportaże dotyczące krajów na całym świecie, znajdujących się w centrum uwagi ze względu na konkretne zachodzące w nich wydarzenia polityczne i społeczne.

## Tytuły serii
- Kazimierz Dziewanowski, Mahomet i pułkownicy (1960, 1963)
- January Grzędziński, Algieria z daleka i bliska (1960)
- Artur Hajnicz, Wyprawa Afrodyty (1960)
- Witold Zalewski, Widok Żółtej Rzeki. Chiny (1960)
- Kazimierz Dziewanowski, Aleksander Minkowski, 5000 km przyszłości (1961)
- Alain Gheerbrant, Kongo czarne i białe (Congo noir et blanc; tłum. Wiera Bieńkowska, wiersze tłum. Zbigniew Bieńkowski; 1961)
- Jean-Paul Sartre, Huragan nad cukrem (Ouragan sur le sucre; tłum. Zbigniew Stolarek; 1961)
- Jerzy Zieleński, Sześciu mędrców z „Bogatego Szczęścia”. Mongolia (1961)
- Mirosław Azembski, Pożegnanie z białym kaskiem (1962)
- Frantz Fanon, Algieria zrzuca zasłonę (L'an V de la révolution algérienne; tłum. Zygmunt Szymański; 1962)
- John Griffin, Czarny, jak ja (Black like me; tłum. Józef Giebułtowicz; 1963)
- Per Wästberg, Zakazana strefa (Förbjudet omrade; tłum. Witold Nowicki; 1963)
- Witold Zalewski, Półsezon w wielkim świecie (1963)
- Jerzy Zieleński, Stan oblężenia w raju (1963)
- Wiesław Górnicki, Podróż po garść ryżu (1964)
- Alfred Hutchinson, Ucieczka do Ghany (Road to Ghana; tłum. Bronisław Zieliński; 1964)
- Klemens Kęplicz, Stare Indie w nowym świecie (1964)
- Jan Myrdal, Na poddaszu świata (1964)
- Colin M. Turnbull, Samotny Afrykanin (The lonely African; tłum. Józef Giebułtowicz; 1965)
- Roman Vlach, Gdzie ziemia się kończy (Kde zemé konči a moře začina; tłum. Stanisław Gawłowski; wstęp Artur Hajnicz; 1965)
- Per Wästberg, Na czarnej liście (Pa svarta listan; tłum. Maria Olszańska; 1965)
- Wojciech Giełżyński, Indonezja, archipelag niepokojów (1966)
- Louis E. Lomax, Bunt Murzynów (The Negro revolt; tłum. Kazimierz Dziewanowski; 1966)
- Władysław B. Pawlak, Życie po amerykańsku (1966)
- Grzegorz Jaszuński, Życie i śmierć J.F. Kennedy’ego (1967)
- Kusum Nair, Kwiaty w pyle (Blossoms in the Durst; tłum. Krystyna Szerer; 1967)
- Ryszard Bańkowicz, Aleksander Ziemny, Oczy na Meksyk (1968)
- Jerzy Chociłowski, Tam, gdzie wojna (1968)
- Bengt Danielsson, Bumerang (Bumerang; tłum. Zofia Wasitowa; 1968)
- Madeleine Riffaud, Wśród wietnamskich partyzantów (Dans les maquis „Viet-cong”; tłum. Danuta Planer; 1968)
- Pod niebem północy i południa (zawiera: Janusz Krasiński, W blasku polarnej zorzy; Józef Lenart, Biegun męstwa; Aleksander Minkowski, Trzydzieści czercowych dni; Maciej Patkowski, Valse des roses; Roman Samsel, Rostow-Frunze-Moskwa; Dionizy Sidorski, Tajga, tajga; 1969)
- Lech Bądkowski, Wielkie Jezioro Gorzkie (1970)
- Halina Krzywdzianka, Dziewczęta znad Ben-Hai (1970)
- Tadeusz M. Pasierbiński, Kongo – nie tylko tam-tamy (1970)
- Janina Rubach-Kurczewska, Życie po hindusku (1971)
- Eugeniusz Guz, Dzień powszedni w NRF (1972)
- Hanna Krall, Na wschód od Arbatu (1972)